# Speleorchestes
Speleorchestes är ett släkte av spindeldjur som beskrevs av Trägårdh 1909. Speleorchestes ingår i familjen Nanorchestidae.
Släktet innehåller bara arten Speleorchestes formicorum.